# Udo Horsmann
Udo Horsmann (Beckum, 30 de março de 1952) é um ex-futebolista alemão que jogou pelo Bayern de Munique e era parte do elenco campeão da Liga dos Campeões da UEFA em 1976.

## Títulos

### Bayern de Munique
- Liga dos Campeões da UEFA: 1975-1976
- Copa Intercontinental: 1976
- Bundesliga: 1979-1980, 1980-1981
- DFB Pokal: 1981-1982